# Lijst van burgemeesters van Alphen aan den Rijn
Dit is een lijst van burgemeesters van Alpen aan den Rijn in de Nederlandse provincie Zuid-Holland.
De gemeente Alphen aan den Rijn kwam in 1918 tot stand door de samenvoeging van de  gemeenten Alphen, Aarlanderveen en Oudshoorn. C.W.C.T. Visser, die vanaf 1901 burgemeester van Alphen was, werd de eerste burgemeester van de nieuwe gemeente. Per 1 januari 2014 is Alphen aan den Rijn samengegaan met de gemeenten Boskoop en Rijnwoude. De nieuwe naam van de gemeente is eveneens Alphen aan den Rijn.
| Ambtsperiode | Naam burgemeester                       | Partij of stroming | Bijzonderheden                                                                                |
| ------------ | --------------------------------------- | ------------------ | --------------------------------------------------------------------------------------------- |
| 1918 - 1923  | Carl Wilhelm Christiaan Theodoor Visser |                    | vh. burgemeester van Hemelumer Oldephaert en Noordwolde, Wonseradeel en Alphen (Zuid-Holland) |
| 1923 - 1933  | Hermanus Johannes Lovink                | CHU                | tegelijk lid van de Tweede Kamer (1922-'37)                                                   |
| 1933 - 1944  | Pieter Adriaan Colijn                   | ARP                | vh. burgemeester van Boskoop, ontslagen per 30 juni 1944 door Duitse bezetter                 |
| 1944 - 1945  | Gerard Martinus Zuidervliet             | NSB                | eerst waarnemend, later burgmeester                                                           |
| 1945 - 1946  | Frederik Andries Helmstrijd             | partijloos         | waarnemend, daarvoor gemeentesecretaris                                                       |
| 1946 - 1949  | F.M.A. (Frans) Schokking                | CHU                | vh. burgemeester van Hazerswoude                                                              |
| 1950 - 1956  | Eduard Carel Witschey                   | CHU                | vh. burgemeester van Hellendoorn                                                              |
| 1957 - 1968  | Zwaantinus Bruins Slot                  | CHU                | vh. burgemeesters van Nijkerk                                                                 |
| 1969 - 1979  | Robbert Marie (Robert) Gallas           | CHU                |                                                                                               |
| 1979 - 1997  | Martien Paats                           | ARP / CDA          | vh. burgemeester van De Lier                                                                  |
| 1997 - 2008  | N.P.M. (Nico) Schoof                    | D66                | vh. burgemeester van Heiloo                                                                   |
| 2008 - 2010  | W.H. (Wim) de Gelder                    | GL                 | vh. burgemeester van Bloemendaal (Noord-Holland)                                              |
| 2010 - 2013  | Bas Eenhoorn                            | VVD                | waarnemend vh. burgemeester van Kaag en Braassem                                              |
| 2014         | Tjerk Bruinsma                          | PvdA               | waarnemend vh. burgemeester van Vlaardingen                                                   |
| 2014 - 2025  | Liesbeth Spies                          | CDA                | vh. waarnemend burgemeester van Stichtse Vecht                                                |
| 2025 - heden | Peter Rehwinkel                         | PvdA               | waarnemend vh. waarnemend burgemeester van Voorne aan Zee                                     |